# 毛瓊
毛瓊（15世紀—15世紀），字漸明，江西南昌府豐城縣著棋巷人，明朝政治人物。

## 生平
毛瓊是景泰元年（1450年）庚午科江西鄉試舉人，授鳳翔同知，曾濬通寶雞縣河渠，改任長沙同知，曾上書十事：「正婚姻以崇風化，廣儲蓄以備不虞，興學校以廣賢才，利舟楫以疏河道，公考察以警官員，修水利以備旱災，親辯訟以息爭競，嚴統束以弭盜賊，體民隱以辦軍役，旌隱逸以振士風」每事皆切中時務，當時攸縣多虎患，他寫下文章秉告城隍，二日後就捕獲共六七隻老虎，其餘則遁去，秩滿後巡按以廉明文學奏請留任，陞四品俸視事，不久去世。

## 引用
1. 1 2  同治《豐城縣志·卷十二·人物志二》：毛瓊，字漸明，著棋巷人，由鄉薦授鳳翔同知，寶雞縣有渠久湮，復疏之，人稱為毛公渠，改長沙，嘗上封事言：「正婚姻以崇風化，廣儲蓄以備不虞，興學校以廣賢才，利舟楫以疏河道，公考察以警官員，修水利以備旱災，親辯訟以息爭競，嚴統束以弭盜賊，體民隱以辦軍役，旌隱逸以振士風」，十事皆切時務，時攸縣多虎，為文告城隍不二日捕獲共六七，餘虎遁去，秩滿巡按以廉明文學奏留，陞四品俸視事，未幾卒，惟舊裝而已。
2. ↑  同治《豐城縣志·卷八·選舉》：景泰元年庚午鄉試 解元張業……毛瓊 邑郛人，長沙同知，有傳